# Vörhenyes kócsag
A vörhenyes kócsag (Egretta rufescens) a madarak (Aves) osztályának a gödényalakúak (Pelecaniformes) rendjébe, ezen belül a gémfélék (Ardeidae) családjába és a gémformák (Ardeinae) alcsaládjába tartozó faj.

## Előfordulása
Az Amerikai Egyesült Államok déli részén, Közép-Amerikában és a Karib-térségben honos.

## Alfajai
- Egretta rufescens dickeyi
- Egretta rufescens rufescens

## Megjelenése
Testhossza 65 centiméter, szárnyfesztávolsága 115 centiméter.

## Életmódja
Tápláléka halakból, békákból és rákokból áll.
|  |